# Абунданция
Абунданция (лат. Abundantia — «довольство», «изобилие») — древнеримская богиня изобилия, которое древние римляне понимали в контексте продуктового избытка, в первую очередь зернового.
Культ Абунданции тесно связан с богиней жатвы Анноной и на определённых этапах их отождествляли. В античном Риме образ Абунданции запечатлели преимущественно на монетах. На них изображена сыплющая из рога изобилия зерно или колосья женщина. Персонификацию изобилия в виде Абунданции изображали многие известные художники и скульпторы, такие как Рубенс, Ян Брейгель Младший, Ноэль Куапель, Ганс Макарт и другие.

## Культ
Культ персонификации богини изобилия Абунданции тесно связан с богиней жатвы Анноной. Вначале этих богинь отождествляли. По мере того, как снабжение Рима перестало зависеть от развития сельского хозяйства в Италии и перешло на  поставки из далёких провинций, богинь стали почитать по отдельности. Местом обитания Абунданции в представлениях древних римлян стали порты, в которых выгружали зерно. Возможно поэтому богиню изобилия стали почитать как жену бога реки Нил, в области которой располагались наиболее плодородные поля Римской империи. Богиню урожая и плодородия Цереру относили к спутницам Абунданции.
В Метаморфозах Овидия описана легенда происхождения рога изобилия, которым пользовалась Абунданция для одаривания других различными благами. Он, согласно Овидию, возник из утерянного во время схватки с Гераклом рога быка, в которого превратился Ахелой:
Мало того: беспощадной рукой он ломает мой крепкий

Рог, захваченный им, и срывает, чело искажая.

Нимфы плодами мой рог и цветами душистыми полнят,

И освящают, — и он превращается в Рог изобилья», —

Молвил. Наяда тогда, подобравшись, подобно Диане, —

Из услужавших одна, — с волосами, упавшими вольно,

Входит, с собою неся в том самом роскошнейшем роге

Целую осень — плодов урожай в завершение пира.

## Абунданция на монетах Древнего Рима

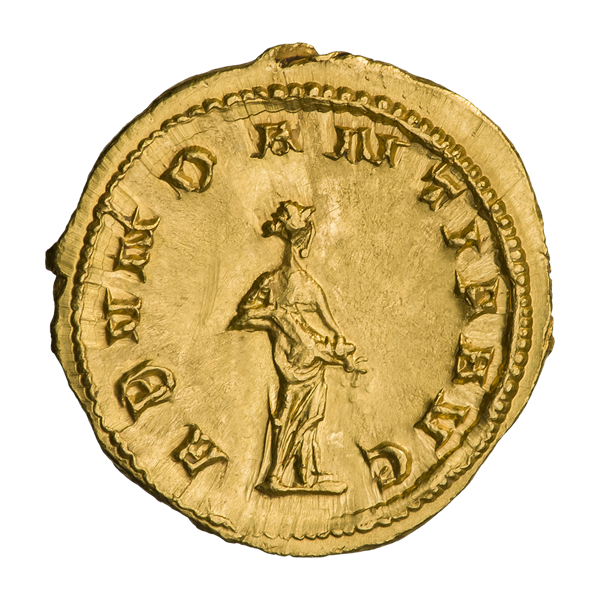
Абунданция на ауреусе Деция Траяна

В честь Абунданции не воздвигалось ни алтарей, ни храмов. Образ её был запечатлён преимущественно на монетах. На монетах Древнего Рима Абуданция изображалась в виде женщины, сыплющей зерно или колосья из рога изобилия.  «Изобилие», представляемое Абунданцией, в первую очередь подразумевало избыток хлеба или зерна. В связи с этим фигуры богини жатвы Анноны и Абунданции схожи. Согласно одному из подходов, в неясных случаях, предпочтительнее описывать фигуру на монете персонифицирующей, как более привычную и чаще встречаемую, Аннону. Другие источники относят к изображениям Абунданции и те случаи, когда имя богини на монете не указано.

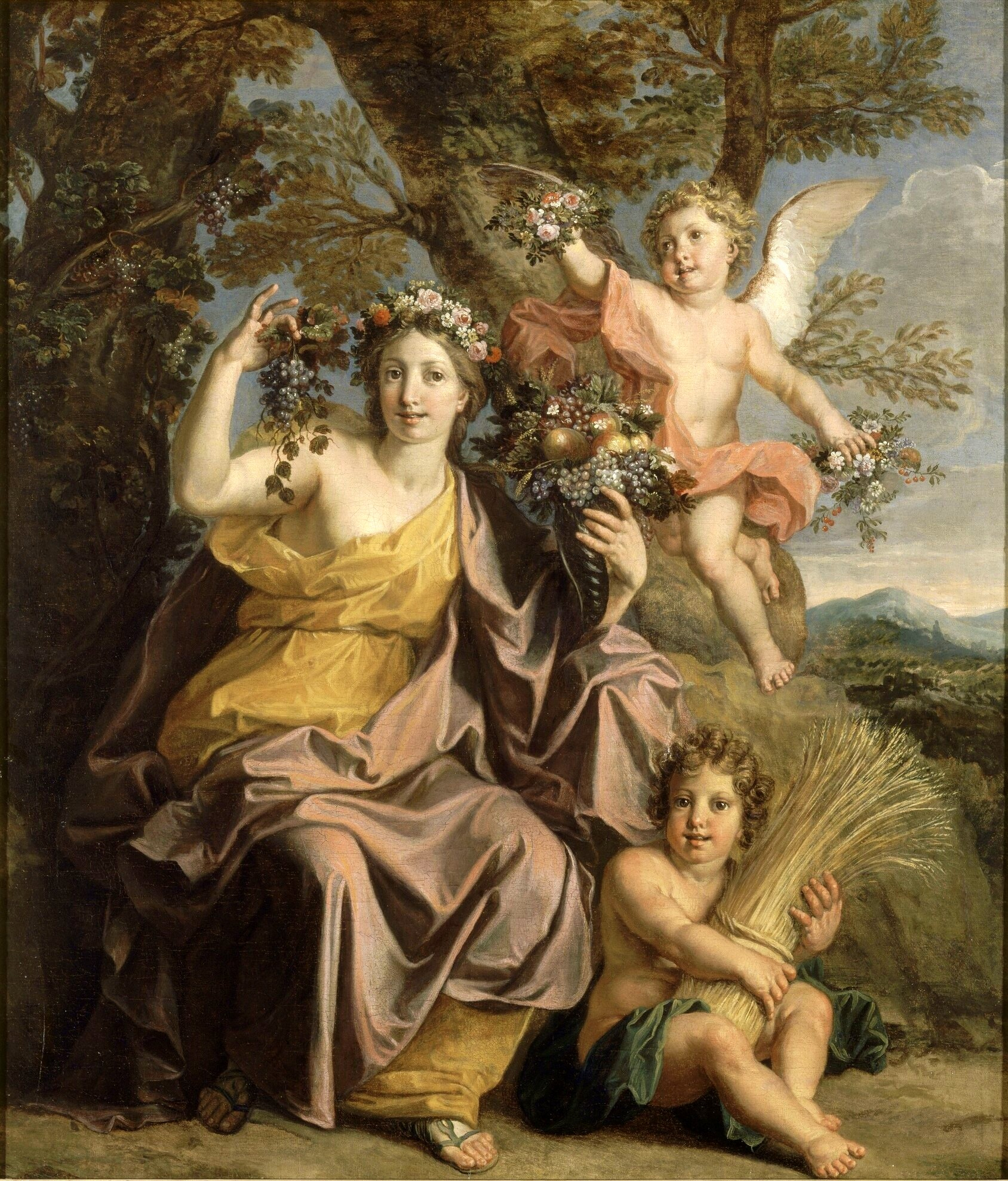
Картина «Абунданция» Ноэля Куапеля около 1700 года

Впервые Абунданция явно  появилась на монетах Гелиогабала (218—222) с легендой «ABVNDANTIA AVG». Выпуск денег с богиней изобилия могли приурочивать к раздачам дешёвого зерна. Таким образом официальная пропаганда подчёркивала щедрость императора, выражавшуюся в раздаче народу части государственных запасов. Часто она фигурирует с эпитетами «AVG[usti]», «TEMPERORVM» («Августа», «времени»).

## После падения Римской империи
Абунданция, как Domina Abundia или Dame Habonde, упоминалась в средневековых сочинениях в качестве остатков языческих культов, являясь ласковым существом, приносящим успех и благополучие.
Персонификацию изобилия в виде древнеримской Абунданции изображали многие известные художники и скульпторы, такие как Рубенс, Ноэль Куапель, Ганс Макарт и другие.
В честь Абунданции назван астероид (151) Абунданция, открытый в 1875 году. Выбор имени связан с большим количеством открытых космических тел между Марсом и Юпитером в 1870-е годы, которые как бы «высыпали из рога изобилия».